# Crédit agricole de La Réunion
Le Crédit agricole de La Réunion, officiellement Caisse régionale de Crédit Agricole Mutuel de La Réunion, est l'une des 39 caisses régionales du groupe Crédit Agricole, celle qui couvre les îles de La Réunion et Mayotte, dans le sud-ouest de l'océan Indien. Fondée par Jean de Cambiaire, elle a son siège dans un parc qui porte son nom situé dans le quartier de La Providence, à Saint-Denis. Depuis le 1er avril 2022, Didier Grand en est le Directeur Général. Il succède à Frédéric Brette.

## Histoire
- 1903 : création de caisses locales mutuelles coloniales de Crédit Agricole.
- 1920 : création de la Caisse régionale de Crédit Agricole de statut colonial.
- 1949 : celle-ci devient la Caisse régionale de Crédit Agricole mutuel de la Réunion à la suite de la loi de départementalisation[2].